# Enrico
Enrico  è un nome proprio di persona italiano maschile.

## Varianti
- Maschili: Errico[1][4], Arrigo[1][3], Anrico[5]
- Femminili: Enrica[1][2][4]

### Varianti in altre lingue
Di seguito si trova una lista delle varianti del nome in altre lingue:
- Armeno: Հենրիկ (Henrik), Գենրիխ (Genrix)
- Basco: Endika
- Basso-tedesco: Hinrich
- Bretone: Herri[senza fonte]
- Catalano: Enric
- Ceco: Jindřich
- Croato: Henrik
- Danese: Henrik
- Emiliano: Endrîg
- Esperanto: Henriko[senza fonte]
- Estone: Hendrik
- Finlandese: Henrikki, Heikki, Harri, Henri
- Francese: Henri[6]
- Friulano: Indrì[7]
- Galiziano: Henrique
- Gallese: Harri
- Georgiano: ანრი (Anri)
- Germanico: Haimirich[8], Haimirick[2], Heimirich, Heimerich[6], Haimerich[8], Heinrich[8]
- Greco moderno: Ερρίκος (Errikos)[senza fonte]
- Inglese: Henry[4][6]
  - Medio inglese: Herry
- Irlandese: Anraí, Einrí
- Islandese: Hinrik
- Latino: Henricus[1][6]
- Lettone: Heinrihs[senza fonte]
- Lituano: Henrikas
- Ligure: Rico, Ricco, Enrico[9]
- Maltese: Enriku[senza fonte]
- Norvegese: Henrik
- Occitano: Enric[senza fonte]
- Olandese: Hendrik, Henricus
- Polacco: Henryk
- Portoghese: Henrique
- Rumeno: Henric[senza fonte]
- Russo: Генрих (Genrich)[4]
- Scozzese: Eanraig, Hendry
- Slovacco: Henrich
- Sloveno: Henrik
- Siciliano: Arricu, Ricu
- Spagnolo: Enrique[4]
- Svedese: Henrik
- Tedesco: Heinrich[4][6], Hendrik, Henrik
- Ucraino: Генріх (Henrich)[senza fonte]
- Ungherese: Henrik

1. ↑  Tutte le varianti elencate qui sopra sono verificabili, salvo diversamente specificato, alla nota 3.

### Forme alterate e ipocoristiche
Il nome, nelle varie lingue in cui si è diffuso, ha dato origine a diverse forme abbreviate e diminutive; tra queste si possono ricordare:
- Basso-tedesco: Heike, Heiko
- Ceco: Hynek[3]
- Danese: Henning[3]
- Frisone: Heike, Heiko
- Inglese: Hal[4], Hank, Harry[4]
- Italiano: Enrichetto[senza fonte], Rico, Richetto, Rigo[senza fonte], Enzo[1][2], Enri, Chicco
- Ligure: Ricchin[9]
- Lituano: Herkus
- Norvegese: Henning
- Olandese: Heike, Heiko, Hein, Henk, Hennie, Henny, Rik
- Polacco: Henio, Heniutek, Heniek, Henryczek[senza fonte]
- Spagnolo: Quique
- Svedese: Henning
- Tedesco: Heinz[4], Heiner, Henkel[4], Henning

1. ↑  Le forme alterate e gli ipocoristici elencati di seguito sono verificabili, salvo diversamente specificato, alla nota 4.

## Origine e diffusione
Deriva dal nome germanico Haimirick o Heimirich, composto dai termini haimi (o heim, "casa", "patria") e rich ("re", "potente", "dominante"); può quindi essere interpretato come "potente in patria", "capo della casa". Il passaggio da Haimirick a Heinrich è dovuto all'influsso di altri nomi germanici, come ad esempio Haganrich (da hagan, "giardino", "recinto").
Il nome era assai popolare nelle case reali dell'Europa continentale, e poi anche in Inghilterra dopo la conquista normanna (in seguito alla quale il nome divenne tra i più popolari fra i normanni); si diffuse in tutta Europa grazie al prestigio dei diversi sovrani che lo portarono, oltre che per via del culto di un buon numero di santi così chiamati; ulteriore spinta al nome è stata data in seguito da alcune opere letterarie, di autori quali Shakespeare, Pirandello e Novalis. È ben diffuso in tutta Italia.
Ad Enrico sono legati diversi altri nomi: alle sue stesse radici potrebbe risalire il nome Amerigo, dall'etimologia dubbia; in italiano, diffusione autonoma hanno i nomi Arrigo ed Enzo (quest'ultimo dall'ipocoristico tedesco Heinz, anche se può abbreviare anche Vincenzo e Lorenzo). Infine, dall'abbreviazione per apocope dell'antico nome germanico in Haimo deriva l'italiano Aimone.

## Onomastico
L'onomastico si festeggia in genere il 13 luglio, in memoria di sant'Enrico II, imperatore del Sacro Romano Impero; con questo nome si ricorda anche, alle date seguenti:
- 20 gennaio, sant'Enrico, vescovo di Uppsala, evangelizzatore della Finlandia e martire per mano di Lalli[11]
- 27 gennaio, sant'Enrique Antonio de Ossó y Cervelló, sacerdote, fondatore della Compagnia di Santa Teresa di Gesù[11]
- 1º febbraio, sant'Enrico Morse, uno dei quaranta martiri d'Inghilterra e Galles[11]
- 7 aprile, sant'Enrico Walpole, sacerdote gesuita martire a York[11]
- 10 maggio, beato Enrico Rebuschini, sacerdote camilliano[11]
- 17 luglio, beato Enrique Angelelli, vescovo di La Rioja e martire.

## Persone

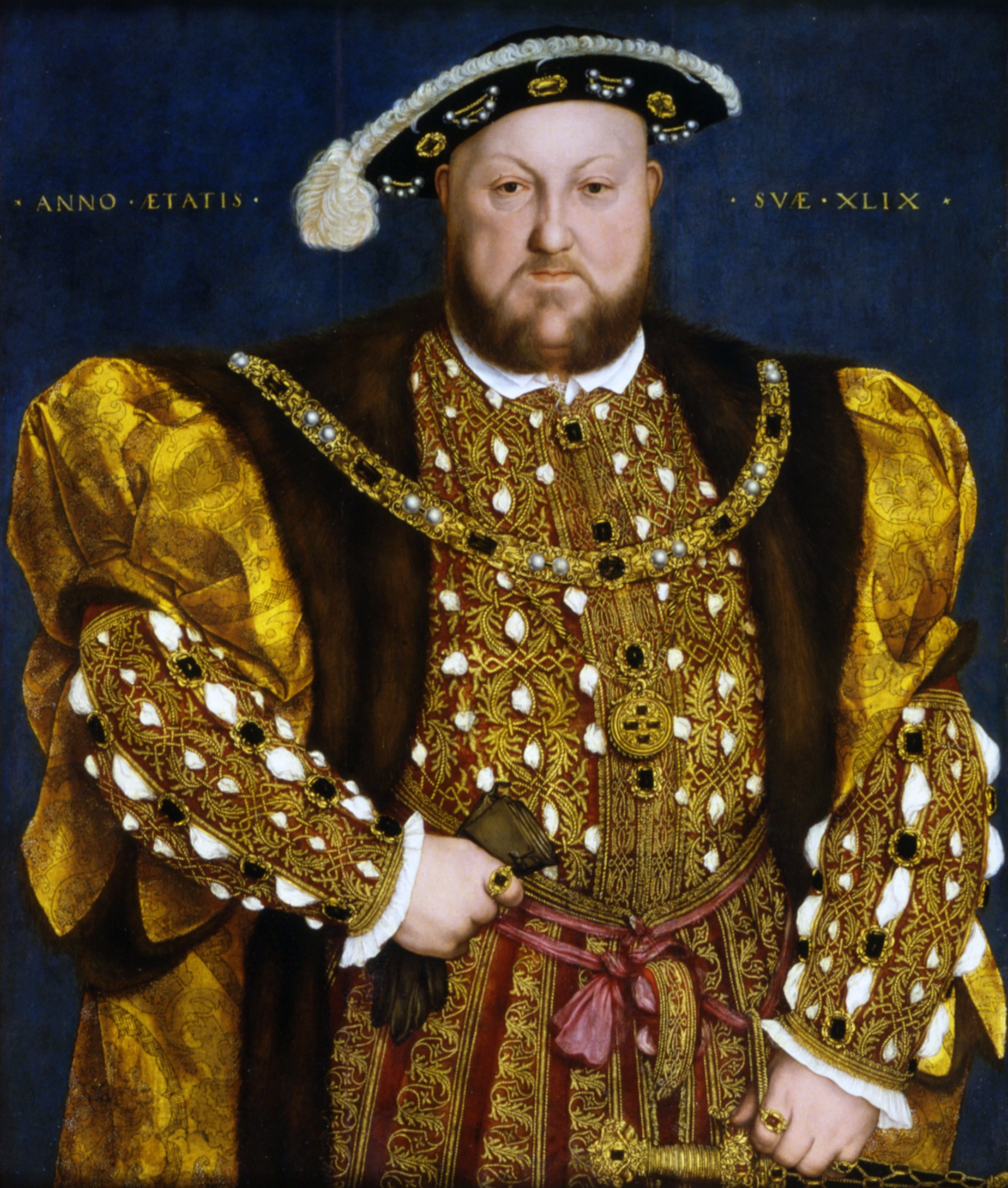
Enrico VIII d'Inghilterra

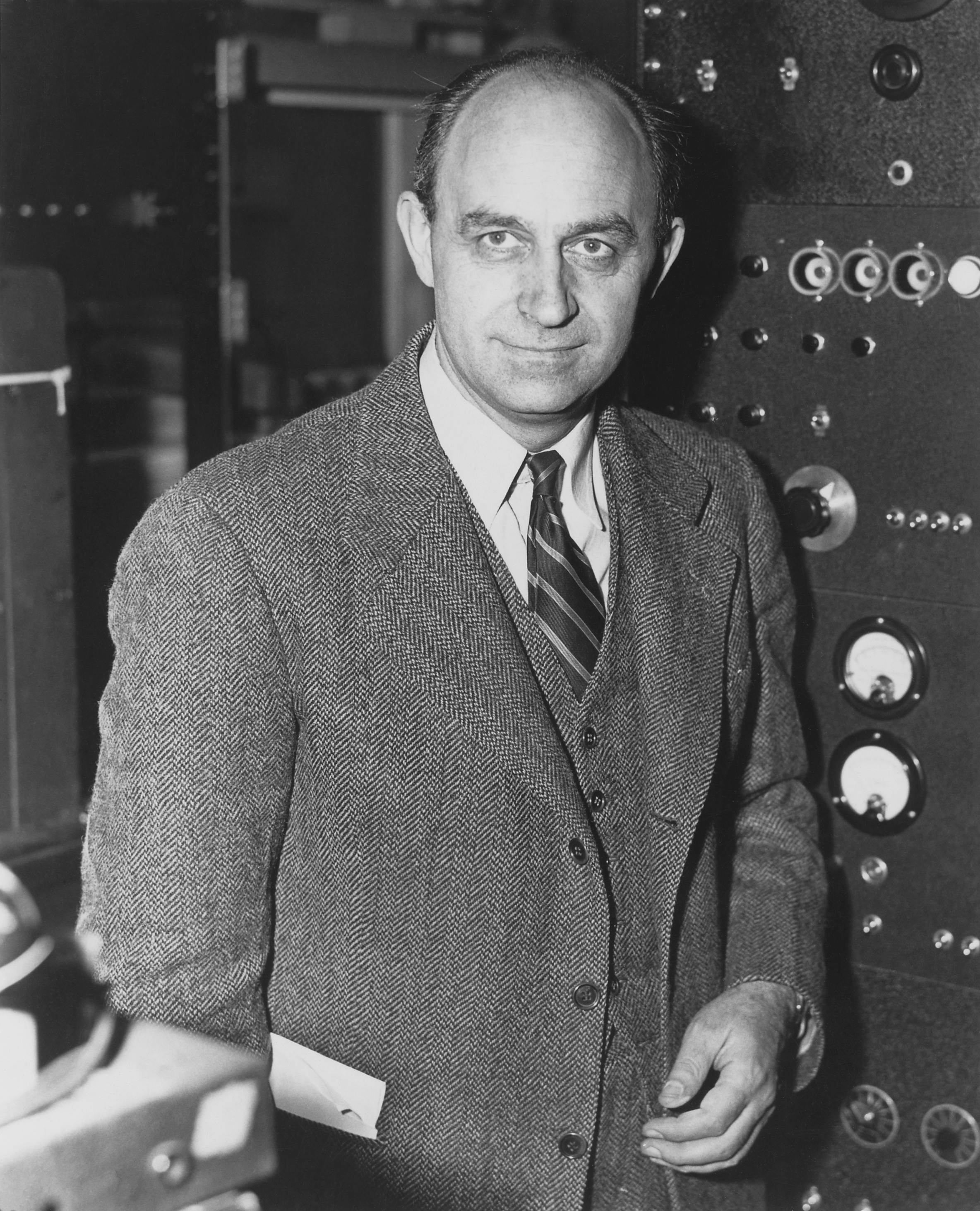
Enrico Fermi

- Enrico IV di Franconia, imperatore del Sacro Romano Impero
- Enrico VII di Lussemburgo, imperatore del Sacro Romano Impero
- Enrico III di Francia, re di Francia
- Enrico IV di Francia, re di Francia e di Navarra
- Enrico I d'Inghilterra, re d'Inghilterra
- Enrico II d'Inghilterra, re d'Inghilterra e Duca di Normandia
- Enrico VI d'Inghilterra, re d'Inghilterra e signore d'Irlanda
- Enrico VII d'Inghilterra, re d'Inghilterra e signore d'Irlanda
- Enrico VIII d'Inghilterra, re d'Inghilterra e d'Irlanda
- Enrico Berlinguer, politico italiano
- Enrico Bernardi, ingegnere italiano
- Enrico Brignano, attore, comico, regista e conduttore televisivo italiano
- Enrico Caruso, tenore italiano
- Enrico Dandolo, doge veneziano
- Enrico De Nicola, politico e avvocato italiano
- Enrico Mattei, imprenditore, partigiano, politico e dirigente pubblico italiano
- Enrico Fermi, fisico italiano naturalizzato statunitense
- Enrico Letta, politico italiano
- Enrico Mentana, giornalista e conduttore televisivo italiano
- Enrico Montesano, attore e cantante italiano
- Enrico Ruggeri, cantautore, scrittore e conduttore televisivo italiano
- Enrico Maria Salerno, attore, regista e doppiatore italiano
- Enrico Viarisio, attore e cabarettista italiano
- Enrico Vanzina, sceneggiatore, produttore e regista italiano
- Enrico Chiesa, calciatore e allenatore italiano
- Enrico Coveri, stilista italiano
- Enrico Papi, conduttore televisivo italiano

### Variante Enrique

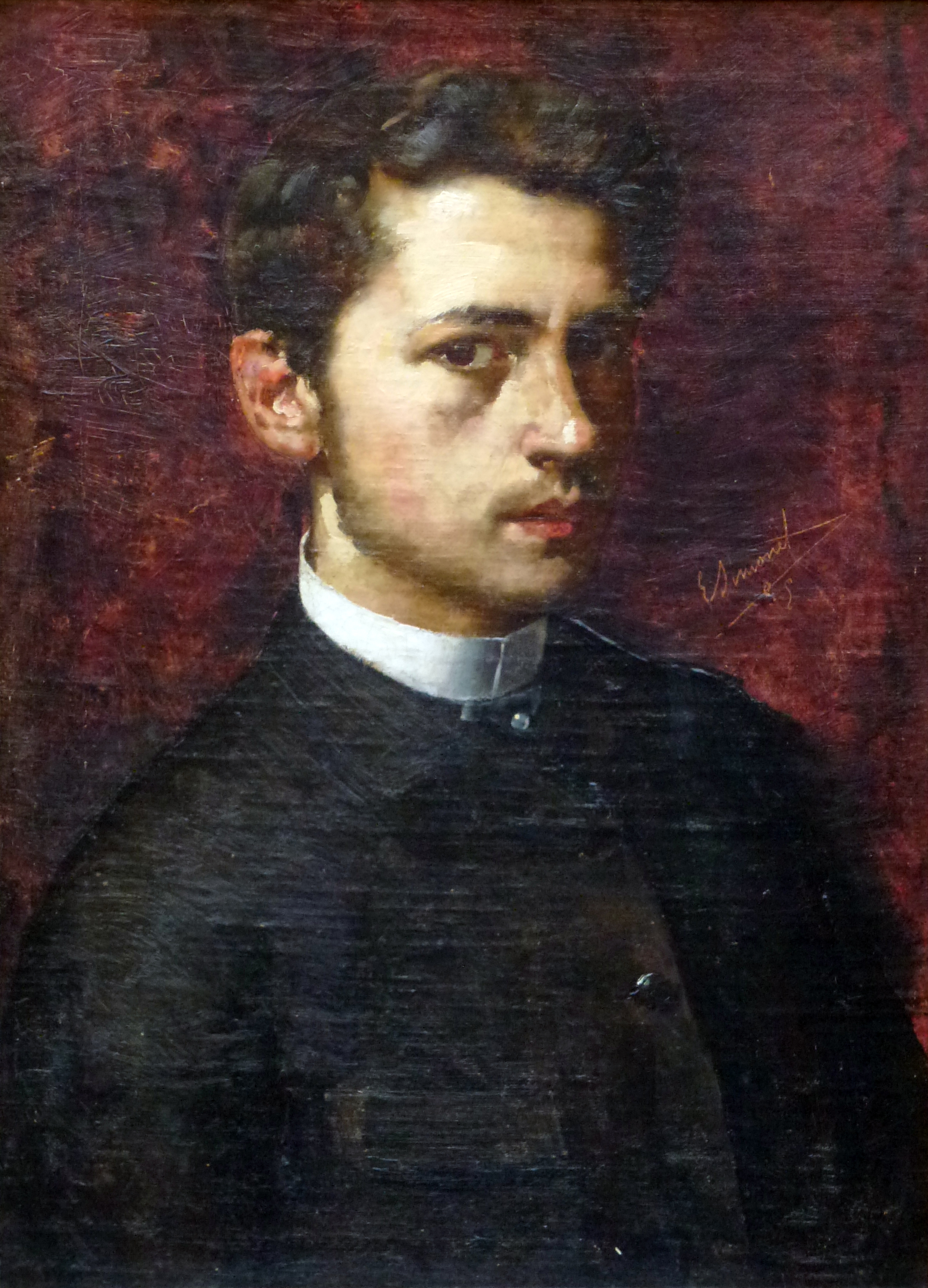
Enrique Simonet

- Enrique Angelelli, vescovo cattolico argentino
- Enrique Bernoldi, pilota automobilistico brasiliano
- Enrique Breccia, fumettista, pittore e illustratore argentino
- Enrique Flórez, storico e numismatico spagnolo
- Enrique Máximo García, musicologo spagnolo
- Enrique Gorostieta Velarde, generale messicano
- Enrique Iglesias, cantante e attore spagnolo
- Enrique Murciano, attore statunitense
- Enrique Peña Nieto, politico messicano
- Enrique Simonet, pittore spagnolo
- Enrique Setién, calciatore e allenatore spagnolo
- Enrique Martinez, calciatore e allenatore spagnolo

### Variante Heinrich
- Heinrich Boie, zoologo tedesco
- Heinrich Böll, scrittore tedesco
- Heinrich Brüning, politico tedesco

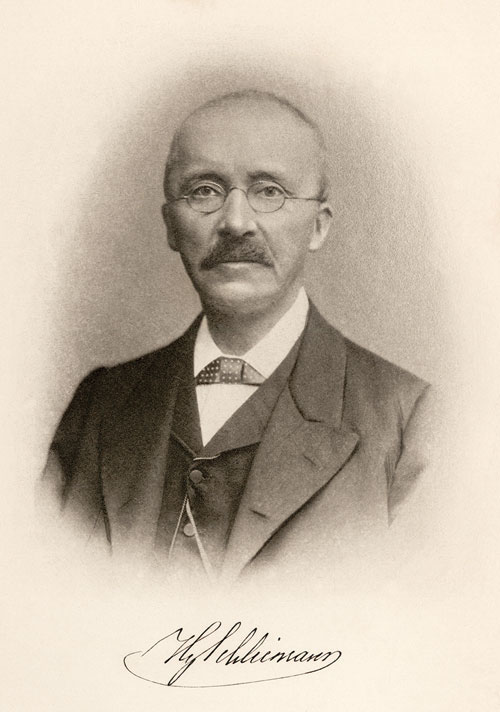
Heinrich Schliemann

- Heinrich Bullinger, teologo e riformatore svizzero
- Heinrich Wilhelm Ernst, violinista e compositore ceco
- Heinrich George, attore tedesco
- Heinrich Harrer, alpinista, esploratore e scrittore austriaco
- Heinrich Kreutz, astronomo tedesco
- Heinrich Gustav Reichenbach, botanico e ornitologo tedesco
- Heinrich Schliemann, imprenditore e archeologo tedesco
- Heinrich Otto Wieland, chimico tedesco
- Heinrich Wölfflin, storico dell'arte svizzero
- Heinrich Himmler, generale tedesco

### Variante Hendrik

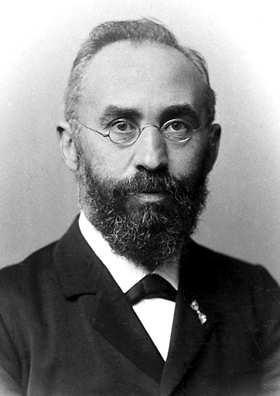
Hendrik Lorentz

- Hendrik Petrus Berlage, architetto olandese
- Hendrik Brouwer, esploratore e ammiraglio olandese
- Hendrik Conscience, scrittore belga
- Hendrik George de Perponcher Sedlnitsky, diplomatico e generale olandese
- Hendrik Houthakker, economista olandese naturalizzato statunitense
- Hendrik Lorentz, fisico olandese
- Hendrik Pot, pittore, disegnatore e miniaturista olandese
- Hendrik Van der Haert, pittore e incisore belga
- Hendrik van Gent, astronomo olandese
- Hendrik van Loon, giornalista, storico, scrittore e illustratore olandese naturalizzato statunitense
- Hendrik van Veldeke, poeta fiammingo
- Hendrik Frensch Verwoerd, politico sudafricano

### Variante Henrik

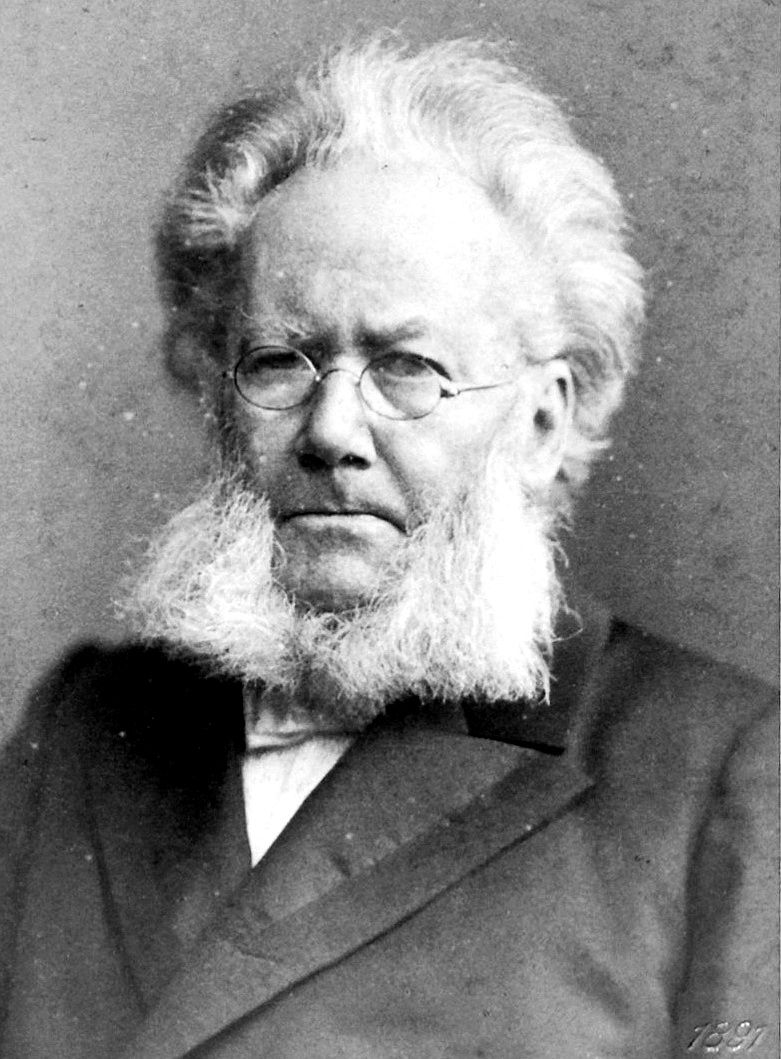
Henrik Ibsen

- Henrik Ibsen, scrittore, drammaturgo, poeta e regista teatrale norvegese
- Henrik K'asparyan, scacchista e compositore di scacchi armeno-sovietico
- Henrik Kauffmann, diplomatico e politico danese
- Henrik Larsson, calciatore e allenatore di calcio svedese
- Henrik Lund, presbitero, pittore e lirico groenlandese
- Henrik Lundqvist, hockeista su ghiaccio svedese
- Henrik Pontoppidan, scrittore danese
- Henrik Reuterdahl, arcivescovo luterano svedese
- Henrik Wergeland, poeta norvegese
- Henrik Wigström, orafo finlandese
- Henrik Zetterberg, hockeista su ghiaccio svedese

### Variante Henry

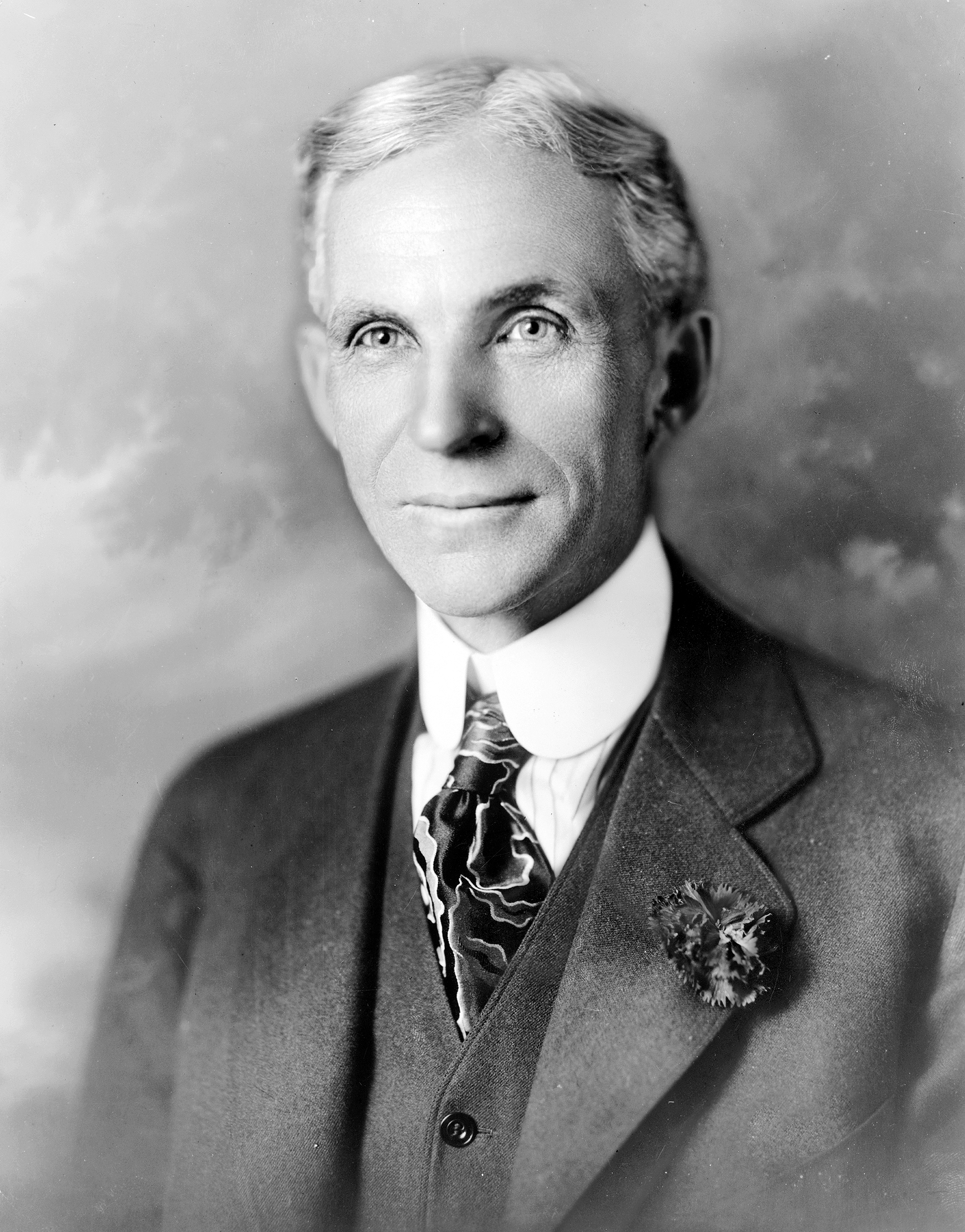
Henry Ford

- Henry del Galles, principe britannico
- Henry Bacon, architetto statunitense
- Henry Bergman, attore statunitense
- Henry de Montherlant, scrittore francese
- Henry Ford, imprenditore statunitense
- Henry Gibson, attore statunitense
- Henry Hudson, esploratore inglese
- Henry James, scrittore e critico letterario statunitense
- Henry Kissinger, politico statunitense
- Henry Mancini, compositore, direttore d'orchestra e arrangiatore statunitense
- Henry McLeish, politico scozzese
- Henry Miller, scrittore, pittore, saggista e reporter di viaggio statunitense
- Henry Winkler, attore, regista, produttore cinematografico e scrittore statunitense
- Henry Royce, imprenditore britannico
- Henry Clay, politico statunitense
- Henry Knox, generale statunitense al quale è dedicato Fort Knox
- Henry David Thoreau, filosofo statunitense
- Henry Phillips, inventore dell'omonima vite a croce
- Henry Heinz, imprenditore statunitense

### Variante Henri
- Henri Bergson, filosofo francese

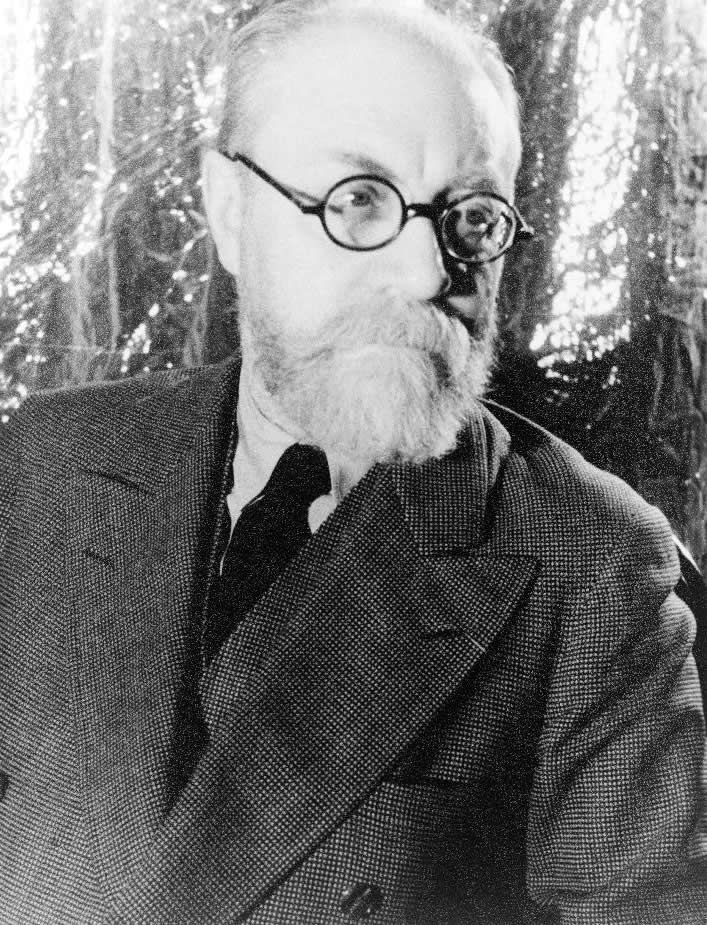
Henri Matisse

- Henri Cartier-Bresson, fotografo francese
- Henri de Toulouse-Lautrec, pittore francese
- Henri Farman, aviatore, designer e pioniere dell'aviazione francese
- Henri Matisse, pittore, incisore, illustratore e scultore francese
- Henri Rousseau, pittore francese
- Henri Sagna, artista senegalese
- Henri Salvador, cantante, chitarrista e comico francese
- Henri Toivonen, pilota di rally finlandese
- Henri Vidal, attore francese
- Henri Vieuxtemps, violinista e compositore belga

### Variante Heinz
- Heinz Bennent, attore tedesco

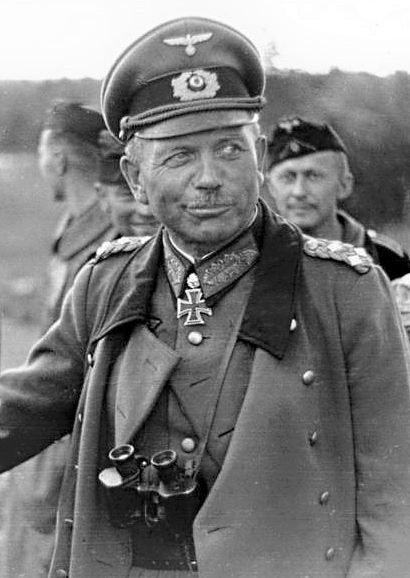
Heinz Guderian

- Heinz Edelmann, illustratore e designer tedesco
- Heinz Guderian, generale tedesco
- Heinz Hopf, matematico svizzero
- Heinz Kohut, psicoanalista austriaco
- Heinz Rall, architetto tedesco
- Heinz Rühmann, attore tedesco
- Harro Schulze-Boysen, antifascista e ufficiale tedesco

### Altre varianti

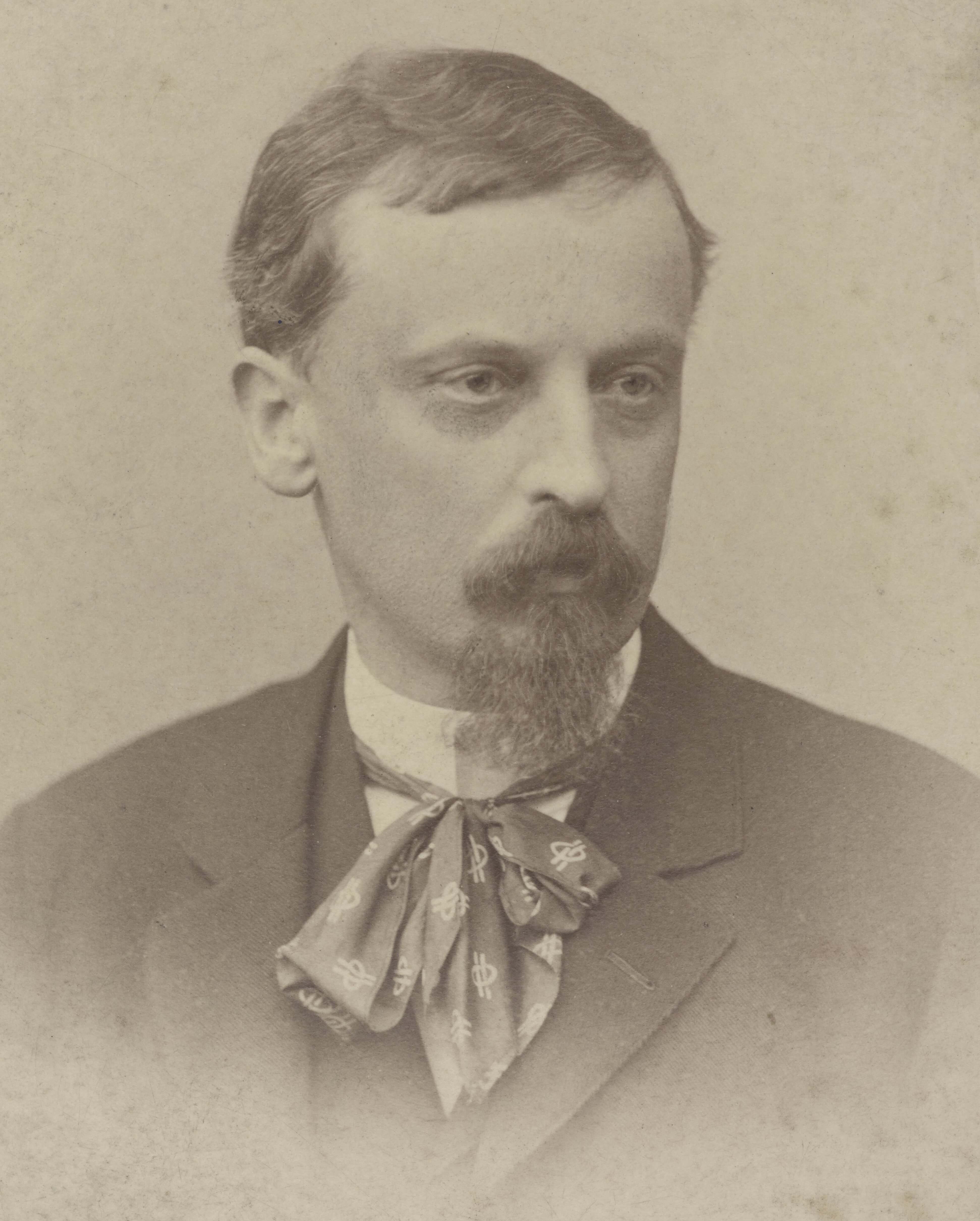
Henryk Sienkiewicz

- Henrique Adriano Buss, calciatore brasiliano
- Henrich Focke, ingegnere aeronautico e imprenditore tedesco
- Jindřich Fügner, patriota ceco
- Genrich Jagoda, politico sovietico
- Henryk Kasperczak, calciatore e allenatore di calcio polacco
- Genrich Sapgir, poeta e scrittore russo
- Henryk Sienkiewicz, scrittore e giornalista polacco
- Henryk Szeryng, violinista polacco naturalizzato messicano
- Jacobus Henricus van 't Hoff, chimico olandese

## Il nome nelle arti
- Enrico è un personaggio del film del 1987 La famiglia, diretto da Ettore Scola.
- Enrico La Talpa è uno dei personaggi comprimari più famosi del fumetto Lupo Alberto.
- Enrico Pucci è un personaggio del Manga  Le bizzarre avventure di JoJo.
- Enrico Bottini è il protagonista del romanzo Cuore di Edmondo De Amicis.